# Juan Urteaga Loidi
Juan Urteaga Loidi (* 28. Januar 1914 in Valmaseda; † 2. Januar 1990 in San Sebastián) war ein spanischer Organist, Chorleiter, Musikpädagoge und Komponist.
Urteaga war Chorknabe an San Vicente in San Sebastián, wo sein Vater Luis Orteaga Organist war. Ab 1928 studierte er am Konservatorium von San Sebastián, und 1934 wurde er Orgelschüler von Marcel Dupré in Paris. Nach seiner Rückkehr nach San Sebastián wurde er 1940 Organist an der Kirche Santa María. Im gleichen Jahr gründete er die Schola Cantorum de Nuestra Señora del Coro und übernahm die Leitung des Coro Easo.
1955 ging er in die Dominikanische Republik und übernahm die Leitung des Konservatoriums von Santo Domingo. Zehn Jahre später wurde er Chorleiter und Organist in der Pfarrei von San Juan de Luz im französischen Baskenland. 1971 kehrte er nach San Sebastián zurück und wirkte dort bis 1977 als Leiter des Chores Donisti-Ereski. Als Komponist trat Urteaga vor allem mit Chorwerken hervor, daneben komponierte er auch einige Klavierwerke, Lieder und Filmmusiken.